# 영안 (북량)
영안(永安)은 중국 북량(北凉) 무선왕(武宣王)의 첫 번째 연호이다. 401년 6월에서 412년 10월까지 11년 5개월 동안 사용하였다. 401년 6월, 저거몽손(沮渠蒙遜)은 반란을 일으켜 단업(段業)을 살해하고 즉위하여 장액공(張掖公)을 자칭하였다.
같은 시기에 사용된 다른 연호로는 동진(東晉)에서 사용한 융안(隆安 : 397년 ~ 401년), 원흥(元興 : 402년 ~ 404년), 대형(大亨 : 402년 ~ 403년), 의희(義熙 : 405년 ~ 418년), 환현(桓玄)의 초(楚)에서 사용한 건시(建始 : 403년), 영시(永始 : 403년 ~ 404년), 후연(後燕)에서 사용한 장락(長樂 : 399년 ~ 401년), 광시(光始 : 401년 ~ 406년), 건시(建始 : 407년), 후진(後秦)에서 사용한 홍시(弘始 : 399년 ~ 416년), 서진(西秦)에서 사용한 경시(更始 : 409년 ~ 412년), 영강(永康 : 412년 ~ 419년), 후량(後凉)에서 사용한 신정(神鼎 : 401년 ~ 403년), 남량(南凉)에서 사용한 건화(建和 : 400년 ~ 402년), 홍창(弘昌 : 402년 ~ 404년), 가평(嘉平 : 408년 ~ 414년), 남연(南燕)에서 사용한 건평(建平 : 400년 ~ 405년), 태상(太上 : 405년 ~ 410년), 서량(西凉)에서 사용한 경자(庚子 : 400년 ~ 404년), 건초(建初 : 405년 ~ 417년), 하(夏)에서 사용한 용승(龍昇 : 407년 ~ 413년), 북연(北燕)에서 사용한 정시(正始 : 407년 ~ 409년), 태평(太平 : 409년 ~ 430년), 북위(北魏)에서 사용한 천흥(天興 : 398년 ~ 404년), 천사(天賜 : 404년 ~ 409년), 영흥(永興 : 409년 ~ 413년)이 있다.

## 연대대조표
| 영안                | 원년                           | 2년                             | 3년                             | 4년                 | 5년                 | 6년        | 7년             | 8년             | 9년                 | 10년       |
| 서력                | 401년                          | 402년                           | 403년                           | 404년               | 405년               | 406년      | 407년           | 408년           | 409년               | 410년      |
| 육십간지 (六十干支) | 신축(辛丑)                     | 임인(壬寅)                      | 계묘(癸卯)                      | 갑진(甲辰)          | 을사(乙巳)          | 병오(丙午) | 정미(丁未)      | 무신(戊申)      | 기유(己酉)          | 경술(庚戌) |
| 동진 (東晉)         | 융안(隆安) 5년                 | 원흥(元興) 원년 대형(大亨) 원년 | 2년                             | 원흥(元興) 3년      | 의희(義熙) 원년     | 2년        | 3년             | 4년             | 5년                 | 6년        |
| 초 (楚)             | -                              | -                               | 건시(建始) 원년 영시(永始) 원년 | 2년                 | -                   | -          | -               | -               | -                   | -          |
| 후연 (後燕)         | 장락(長樂) 3년 광시(光始) 원년 | 2년                             | 3년                             | 4년                 | 5년                 | 6년        | 건시(建始) 원년 | -               | -                   | -          |
| 후진 (後秦)         | 홍시(弘始) 3년                 | 4년                             | 5년                             | 6년                 | 7년                 | 8년        | 9년             | 10년            | 11년                | 12년       |
| 서진 (西秦)         | -                              | -                               | -                               | -                   | -                   | -          | -               | -               | 경시(更始) 원년     | 2년        |
| 후량 (後凉)         | 신정(神鼎) 원년                | 2년                             | 3년                             | -                   | -                   | -          | -               | -               | -                   | -          |
| 남량 (南凉)         | 건화(建和) 2년                 | 3년 홍창(弘昌) 원년             | 2년                             | 3년                 | -                   | -          | -               | 가평(嘉平) 원년 | 2년                 | 3년        |
| 남연 (南燕)         | 건평(建平) 2년                 | 3년                             | 4년                             | 5년                 | 6년 태상(太上) 원년 | 2년        | 3년             | 4년             | 5년                 | 6년        |
| 서량 (西凉)         | 경자(庚子) 2년                 | 3년                             | 4년                             | 5년                 | 건초(建初) 원년     | 2년        | 3년             | 4년             | 5년                 | 6년        |
| 하 (夏)             | -                              | -                               | -                               | -                   | -                   | -          | 용승(龍昇) 원년 | 2년             | 3년                 | 4년        |
| 북연 (北燕)         | -                              | -                               | -                               | -                   | -                   | -          | 정시(正始) 원년 | 2년             | 3년 태평(太平) 원년 | 2년        |
| 북위 (北魏)         | 천흥(天興) 4년                 | 5년                             | 6년                             | 7년 천사(天賜) 원년 | 2년                 | 3년        | 4년             | 5년             | 6년 영흥(永興) 원년 | 2년        |
| 영안                | 11년                           | 12년                            |                                 |                     |                     |            |                 |                 |                     |            |
| 서력                | 411년                          | 412년                           |                                 |                     |                     |            |                 |                 |                     |            |
| 육십간지 (六十干支) | 신해(辛亥)                     | 임자(壬子)                      |                                 |                     |                     |            |                 |                 |                     |            |
| 동진 (東晉)         | 7년                            | 8년                             |                                 |                     |                     |            |                 |                 |                     |            |
| 후진 (後秦)         | 13년                           | 14년                            |                                 |                     |                     |            |                 |                 |                     |            |
| 서진 (西秦)         | 3년                            | 4년 영강(永康) 원년             |                                 |                     |                     |            |                 |                 |                     |            |
| 남량 (南凉)         | 4년                            | 5년                             |                                 |                     |                     |            |                 |                 |                     |            |
| 서량 (西凉)         | 7년                            | 8년                             |                                 |                     |                     |            |                 |                 |                     |            |
| 하 (夏)             | 5년                            | 6년                             |                                 |                     |                     |            |                 |                 |                     |            |
| 북연 (北燕)         | 3년                            | 4년                             |                                 |                     |                     |            |                 |                 |                     |            |
| 북위 (北魏)         | 3년                            | 4년                             |                                 |                     |                     |            |                 |                 |                     |            |

## 같이 보기
- 다른 왕조의 같은 연호
  - 손오(孫吳) 영안(358년 ~ 364년)
  - 서진(西秦) 영안(304년)
  - 전량(前凉) 영안(314년 ~ 320년)
  - 북위(北魏) 영안(528년 ~ 530년)
  - 서하(西夏) 영안(1098년 ~ 1100년)

- 중국의 연호

| 이전 연호 천새(天璽) | 중국의 연호 북량(北凉) | 다음 연호 현시(玄始) |